# Camp de concentration de Riga-Kaiserwald
Pour les articles homonymes, voir Riga (homonymie).
Le camp de concentration de Kaiserwald était un camp situé non loin de Riga en Lettonie. 
Kaiserwald a été construit en mars 1943, pendant la période où l'armée allemande occupait la Lettonie. Les premiers détenus du camp étaient plusieurs centaines de prisonniers de droit commun en provenance d'Allemagne.
À la suite de la liquidation des ghettos de Riga, Liepaja et Daugavpils en juin 1943, le reste des Juifs de Lettonie, ainsi que la plupart des survivants de la liquidation du Ghetto de Vilnius ont été déportés à Kaiserwald.
Au début de 1944, un certain nombre de petits camps près de Riga ont été mis sous la juridiction du camp Kaiserwald.
Après l'occupation de la Hongrie par les Allemands, les juifs hongrois ont été envoyés à Kaiserwald, tout comme un certain nombre de Juifs polonais de Łódź.
En mars 1944, il y avait 11 878 détenus dans le camp et de ses satellites,  16 182 hommes et  15 696 femmes, dont seulement 95 n'étaient pas des juifs.
Contrairement à des camps comme Auschwitz ou Treblinka, Kaiserwald n'était pas un camp d'extermination et les détenus ont été mis au travail pour de grandes entreprises allemandes. On compte notamment Allgemeine Elektricitäts-Gesellschaft (AEG) qui a utilisé un grand nombre de femmes esclaves de Kaiserwald dans la production d'électroniques tels que des batteries.
Le 6 août 1944, alors que l'Armée rouge avançait vers l'ouest et entrait en Lettonie, les Allemands commencèrent à évacuer les détenus de Kaiserwald au camp de Stutthof, en Pologne. Ceux qu'on considéra trop faibles pour le voyage de Lettonie en Pologne furent abattus. 
Tous les Juifs de moins de  18 ans et de plus de  30 ans ainsi que ceux ayant déjà été reconnus coupables d'une infraction, même mineure, furent également exécutés juste avant l'évacuation du camp. 
L'Armée rouge libéra le camp le 13 octobre 1944.